# Księga Jaroma
Księga Jaroma [Jar] – w religii mormońskiej jedna z ksiąg wchodzących w skład Księgi Mormona.
Jest to najkrótsza z ksiąg tego zbioru. Księga ta posiada jedynie 15 wersetów rzekomo opisujących losy Nefitów w latach 420–399 p.n.e. Zdaniem mormonów autorem tej księgi jest Jarom syn Enosa. Księga znajduje się między Księgą Enosa a Księgą Omniego.